# سيباستيان سكوبي
سيباستيان سكوبي (بالسلوفينية: Sebastian Skube) مواليد 3 أبريل 1987 في نوفو ميتسو، جمهورية يوغوسلافيا الاشتراكية الاتحادية، هو لاعب كرة يد سلوفيني يلعب كظهير أيسر. مثل منتخب سلوفينيا لكرة اليد.

## سجل المنافسة
شارك في البطولات التالية:
- بطولة العالم لكرة اليد للرجال 2015
- بطولة أوروبا لكرة اليد للرجال 2016

## روابط خارجية
- سيباستيان سكوبي على موقع الاتحاد الأوروبي لكرة اليد (الإنجليزية)